# مسیر طولانی سقوط
مسیر طولانی سقوط (به انگلیسی: A Long Way Down) فیلمی در ژانر کمدی سیاه و درام به کارگردانیِ پاسکال شومِی است که در سال ۲۰۱۴ منتشر شد.

## بازیگران
- آرون پال
- ایموجن پوتس
- جو کول
- پیرس برازنان
- رزمند پایک
- سام نیل
- تونی کولت
- تاپنس میدلتون